# Jean Marie Casal
Jean Marie Casal (30. Juni 1905 in Troyes – 12. Dezember 1977 in Antibes) war ein französischer Archäologe und seit 1957 Kurator im Museum Guimet (Paris). Er hatte sich auf die Erforschung der Indus-Kultur und der Vorgeschichte von Afghanistan spezialisiert. Zu seinen wichtigsten Grabungen gehört die Freilegung der bronzezeitlichen Stadt Mundigak in Afghanistan in den Jahren 1951 bis 1958.

## Leben
Casal absolvierte zunächst ein Jurastudium, schlug nach seiner Gefangenschaft im Zweiten Weltkrieg aber eine andere Karriere ein. Er studierte an der École du Louvre bei Philippe Stern und lernte dort seine spätere Ehefrau Geneviève Casal (geb. Bell; 1909–2002) kennen.
Sie reisten 1946 nach Indien und nahmen dort unter Leitung von Mortimer Wheeler an der Ausgrabung von Brahmagiri (Karnataka) teil. Anschließend wandten sie Wheelers Methoden, z. B. Stratigraphie, bei der Ausgrabung von Arikamedu in Pondicherry (das bis 1954 französische Kolonie war) an. Das Paar führte dann 1949–1950 Ausgrabungen der megalithischen Gräberfelder von Mouttrapaléon und Souttoukény (ebenfalls in Pondicherry) durch. Im Auftrag der Délégation archéologique française en Afghanistan (DAFA) arbeiteten sie von 1951 bis 1958 an der Ausgrabung der prähistorischen Schichten von Mundigak bei Kandahar.
Ab 1957 war Casal Konservator der Nationalmuseen, dann wurde er zum Centre national de la recherche scientifique (CNRS) abgeordnet. Ab 1959 leitete er Ausgrabungen in Pakistan, zunächst in Amri (1959–1962), dann Nindowari in Belutschistan, wo er die Kulli-Kultur erforschte. Der zweite Indisch-Pakistanische Krieg 1965 unterbrach seine Arbeit in Pakistan, danach setzte er sie in Pirak (Belutschistan) fort. 1969 wurde er zum Forschungsdirektor beim CNRS ernannt. Bei der Arbeit in Pirak erkrankte er 1973, musste die Feldforschung aufgeben und trat 1975 in den Ruhestand. Die letzten Lebensjahr verbrachte er in Antibes an der Côte d’Azur.

## Veröffentlichungen
- Fouilles de Virampatnam – Arikamedu, Paris 1949.
- Fouilles de Mundigak, Mémoires de la Délégation Archéologique Française en Afghanistan, Band XVII, Paris 1961.
- Fouilles d’Amri, Paris 1964.
- Nindowari – A Chalcolithic Site of South Baluchistan, In: Pakistan Archeology, Band 3, 1966, S. 10–21.
- La civilisation de l’Indus et ses énigmes, Paris 1969.
- Excavations at Pirak, West Pakistan, In: South Asian Archeology, Band 1, 1973, S. 171–180.